# Lijst van burgemeesters van Eersel
Dit is een lijst van burgemeesters van de Nederlandse gemeente Eersel in de provincie Noord-Brabant.
| Ambtsperiode                        | Naam burgemeester                                    | Leven     | Partij of stroming | Bijzonderheden |
| ----------------------------------- | ---------------------------------------------------- | --------- | ------------------ | --- |
| 1 januari 1811 - 27 april 1848      | Peter Johannes Leyssen                               |           |                    | |
| 20 juli 1848 - 8 juli 1863          | Petrus Johannes Maas                                 |           |                    | Oom van Franciscus Aarts, zie hieronder. |
| 7 september 1863 - 22 februari 1869 | Augustinus Josephus Hoebens                          |           |                    | |
| 31 maart 1869 - 6 april 1884        | Franciscus Aarts                                     |           |                    | geboren: 1815 (Eersel), overleden: 1884 (Eersel). Burgemeester Petrus Johannes Maas (zie hierboven) was zijn oom, d.w.z. een broer van zijn moeder.                                                                |
| 3 juni 1884 - 9 september 1895      | Laurentius Schellens (1832-1895)                     |           |                    | |
| 8 november 1895 - 12 september 1899 | Petrus Jacobus de Kort                               |           |                    | |
| 24 oktober 1899 - 1 januari 1923    | Johannes Theodorus van den Boom                      |           |                    | |
| 1 januari 1923 - 31 december 1940   | Petrus Guilielmus Amandus Gasparus (P.G.A.G.) Panken | 1875-1964 |                    | Eerder burgemeester van Duizel en Steensel. In dezelfde periode tevens burgemeester van Hoogeloon, Hapert en Casteren. In (een deel van?) dezelfde periode tevens lid van de provinciale staten van Noord-Brabant. |
| 15 juli 1941 - ????                 | Sjoerd Carolus Marie Fontein Strootman               |           |                    | |
| 1944 - 1945                         | Petrus Guilielmus Amandus Gasparus (P.G.A.G.) Panken | 1875-1964 |                    | Na de Tweede Wereldoorlog keerde Panken nog kort terug als burgemeester. |
| 1 juni 1946 - 1 juni 1976           | Johannes Lambertus Antonius Stevens                  | 1911-1994 |                    | |
| 1 november 1976 - 1991              | Drs. Johannes Andreas Maria van Agt                  | *1943     | KVP / CDA          | |
| 1 september 1991 - 31 december 2007 | Henny Houben-Sipman                                  | *1946     | CDA                | |
| 1 maart 2008 - 14 september 2017    | Anja Thijs-Rademakers                                | *1951     | CDA                | |
| 5 oktober 2017 - 2019               | Joseph Vos                                           | *1948     | CDA                | waarnemend |
| 18 juni 2019 - heden                | Wim Wouters                                          | *1961     | partijloos         | |